# Włodzimierz Zmaczyński
Włodzimierz Michajłowicz Zmaczyński, ros. Владимир Михайлович Змачинский (ur. 1 sierpnia?/14 sierpnia 1902 w Kijowie, zm. 23 września 1966 w Moskwie) – generał major Armii Czerwonej służący w LWP.

## Życiorys
Pochodził z osiadłej w Kijowie polskiej rodziny Michała i Kazimiery. Od śmierci ojca w 1904 mieszkał z matką w Petersburgu, gdzie podczas I wojny światowej skończył 5 klas szkoły realnej. Od stycznia 1919 urzędnik w Komisariacie Aprowizacyjnym. W grudniu 1919 wstąpił do Rosyjskiej Komunistycznej Partii (bolszewików). Od lutego do lipca 1920 studiował w Piotrogrodzkim Instytucie Dróg i Komunikacji, po czym został wcielony do Armii Czerwonej, gdzie początkowo był szeregowym, potem kursantem. Walczył w wojnie domowej w Rosji i w wojnie z Polską, ranny. W 1921 zdemobilizowany, do 1924 skończył studia inżynieryjne. 1924–1925 w Szkole Dowódców w Leningradzie. W latach 1926–1932 pracował jako inżynier przy budowie dróg i gmachów i melioracji, po czym ponownie został powołany do Armii Czerwonej. Dowódca plutonu szkolnego, komendant pułkowej szkoły młodszych dowódców, potem dowódca kompanii i dowódca batalionu. 1934–1940 studiował w Wojskowej Akademii Inżynieryjnej im. Kujbyszewa w Moskwie. Po studiach został głównym mechanikiem w sztabie Zachodniego Okręgu Wojskowego. Od 1941 komendant odcinka na froncie zachodnim i szef sztabu brygady saperów, od jesieni 1942 podpułkownik. W 1943 wykładał w Oficerskiej Szkole Inżynieryjnej.
W kwietniu 1944 skierowany do służby w Armii Polskiej w ZSRR, został starszym wykładowcą wyszkolenia saperskiego w Wyższej Szkole Piechoty w Riazaniu. Od września 1944 pułkownik saperów, od września 1945 szef wydziału wyszkolenia bojowego w Wojskowo-Inżynieryjnym Departamencie MON. Od marca 1946 zastępca szefa Departamentu Inżynieryjnego i Saperów MON. Od 27 grudnia 1949 szef IV Oddziału Sztabu Generalnego WP. Od 1 lutego 1951 komendant fakultetu wojsk inżynieryjno-saperskich w Wojskowej Akademii Technicznej w Warszawie.
31 maja 1954 mianowany generałem majorem przez Prezydium Rady Ministrów ZSRR. Jesienią 1955 zakończył służbę w WP i wrócił do ZSRR.

## Życie prywatne
Był żonaty z Florentyną Dylewską (ur. 1904). Syn Edward (ur. 1926) był po wojnie oficerem Armii Radzieckiej służącym w ludowym Wojsku Polskim. Jako podpułkownik służył w Wojskach Inżynieryjnych. Był m.in. dowódcą 1 Batalionu Saperów w 1 Dywizji Piechoty i wykładowcą w Katedrze Taktyki Wojsk Inżynieryjnych Akademii Sztabu Generalnego WP.

## Odznaczenia
- Krzyż Oficerski Orderu Odrodzenia Polski (1945)
- Złoty Krzyż Zasługi (dwukrotnie, 1946 i 1954)
- Srebrny Krzyż Zasługi (1946)
- Srebrny Medal „Siły Zbrojne w Służbie Ojczyzny” (1954)
- Order Czerwonej Gwiazdy (1945)
- Order Czerwonego Sztandaru
- Medal „Za zasługi bojowe” (1944)
- Medal „Za zwycięstwo nad Niemcami w Wielkiej Wojnie Ojczyźnianej 1941–1945”